# چارلز فاسل
چارلز فاسل (انگلیسی: Charles Fasel; ۲۱ مهٔ ۱۸۹۸ – ۱۰ ژانویهٔ ۱۹۸۴) بازیکن هاکی روی یخ اهل سوئیس بود.